# Моріц фон Вікторін
Моріц фон Вікторін (нім. Mauritz von Wiktorin; 13 серпня 1883, Гайнбург-ан-дер-Донау — 16 листопада 1956, Нюрнберг) — австрійський і німецький воєначальник, генерал піхоти. Кавалер Лицарського хреста Залізного хреста.

## Біографія
Виходець із дворянської родини, Моріц фон Вікторін отримав військову освіту. Службу почав в австрійському 12-м драгунському Великого Князя Миколи Миколайовича полку. Брав участь у Першій світовій війні, за бойові заслуги відзначений численними нагородами. Після закінчення війни Моріц фон Вікторін залишився на службі в армії Першої Австрійської Республіки, де займав різні офіцерські посади. У 1932 році був проведений в генерал-майори, займав високі управлінські посади в Міністерстві оборони і Генеральному штабі, проте в 1935 році був звільнений з армії за несанкціоновані контакти з німецькою стороною.
Після аншлюсу Моріц фон Вікторін був відновлений на службі і, в чині генерал-лейтенанта, 5 липня 1938 року призначений командиром 20-ї піхотної дивізії. Війська під командуванням генерала взяли участь в наступі на Польщу, в тому числі в бою під Кроянтамі, який відомий завдяки діям польської кавалерії. Дійшовши з військами до Бреста, куди з іншого боку підійшли радянські війська, Моріц фон Вікторін разом з генералом Гудеріаном і радянським комбригом Семеном Кривошеїним приймав парад в Бресті. І сам цей епізод, і зроблена в той день фотографія пізніше відтворювалися в десятках публікацій про роль Радянського Союзу на початковому етапі Другої світової війни. На чолі тієї ж дивізії генерал Вікторін здійснив похід до Франції.
20 листопада 1940 року Вікторин був призначений командувачем 28-м армійським корпусом. 22 червня 1941 року корпус, в складі групи армій «Північ», перейшов радянський кордон. Вів бої в Литві, Латвії, під Ленінградом. У квітні 1942 року Моріц фон Вікторин року був знятий з посади і переведений в резерв фюрера. Уже в травні 1942 року він був призначений командувати 13-м військовим округом з центром в Нюрнберзі, але в листопаді 1944 року був замінений генералом Карлом Вайзенбергером. Після виходу у відставку Моріц фон Вікторін залишився проживати в Нюрнберзі, де і помер в 1956 році.

## Звання
- Лейтенант (1 вересня 1904)
- Обер-лейтенант (1 листопада 1909)
- Гауптман Генштабу (1 травня 1914)
- Майор Генштабу (1 листопада 1918)
- Оберст-лейтенант (8 липня 1921)
- Оберст (21 травня 1927)
- Генерал-майор (24 жовтня 1932)
- Генерал-лейтенант (16 квітня 1938)
- Генерал піхоти (1 листопада 1940)

## Біографія
- Ювілейний хрест (2 жовтня 1908)

### Перша світова війна
- Хрест «За військові заслуги» (Австро-Угорщина) 3-го класу з військовою відзнакою
- Медаль «За військові заслуги» (Австро-Угорщина)
  - Бронзова з мечами (23 липня 1915)
  - Срібна (2 березня 1916)
  - Срібна з мечами (24 лютого 1918)
- Орден Залізної Корони 3-го класу з військовою відзнакою
- Залізний хрест 2-го класу

### Міжвоєнний період
- Пам'ятна військова медаль (Австрія) з мечами
- Хрест «За вислугу років» (Австрія) 2-го класу для офіцерів (8 жовтня 1934)
- Орден Заслуг (Австрія), офіцерський хрест (5 березня 1935)
- Почесний хрест ветерана війни з мечами
- Медаль «За вислугу років у Вермахті» 4-го, 3-го, 2-го і 1-го класу (25 років)

### Друга світова війна
- Застібка до Залізного хреста 2-го класу (12 вересня 1939)
- Залізний хрест 1-го класу (19 вересня 1939)
- Лицарський хрест Залізного хреста (15 серпня 1940)
- Хрест Воєнних заслуг
  - 2-го класу з мечами (20 квітня 1943)
  - 1-го класу з мечами (1 вересня 1943)